# كاثي مورس
كاثي مورس (بالإنجليزية: Cathy Morse) هي لاعبة غولف أمريكية، ولدت في 15 يونيو 1955 في روتشستر في الولايات المتحدة.

## وصلات خارجية
- كاثي مورس على موقع رابطة لاعبات الغولف المحترفات (الإنجليزية)